# Годунко, Наталья Александровна
Годунко, Наталья Александровна (род. 5 декабря 1984, Киев, УССР, СССР) — украинская спортсменка, представлявшая художественную гимнастику, выступала в индивидуальном первенстве. Тренировалась в Киеве, в школе Дерюгиных (школа художественной гимнастики Альбины и Ирины Дерюгиных).

## Биография
Наталья находилась в Украинской Национальной сборной с 1998 до 2009. Некоторое время тому назад она была малоизвестной гимнасткой, выступающей в групповых упражнениях, выступавшей и в индивидуальной программе, не достигающей чего-нибудь чрезмерно значимого. Однако со временем, благодаря усиленным тренировкам и большой целеустремленности, она оказалась замеченной.
В 2004 на Олимпиаде в Афинах она прошла квалификацию четвёртой с оценкой 102.750. В финале заняла пятое место (лента 26.125, булавы 26.375, мяч 25.800, обруч 25.500). В 2005 она стала реальным конкурентом Анне Бессоновой в качестве украинской гимнастки номер один. В 2005 стала чемпионкой Европы в упражнениях с лентой, а также бронзовым призёром чемпионата мира.

## Спортивные результаты
- 2005 Чемпионат Европы, Москва — 1-е место — лента
- 2005 Чемпионат мира, Баку — 2-е место — командное многоборье
- 2005 Чемпионат мира, Баку — 3-е место — лента
- 2006 Финал Кубка мира, Миэ — 1-е место — скакалка; 2-е место — лента; 3-е место — булавы

## Государственные награды
- Медаль «За труд и победу» (29.11.2005) [1]